# Guido Nullens
Guido Nullens (13 maart 1956) is een Belgisch sportvisser.

## Levensloop
Nullens won het individueel klassement op het Wereldkampioenschap zoetwaterhengelen in het Finse Lappeenranta in 2005. Bovendien behaalde hij drie individuele Europese titels en zes als lid van het Belgisch nationale team.

## Palmares

### Zoetwaterhengelen individueel
- 1995:  EK
- 1996:  EK in Luik
- 1999:  EK
- 2000:  EK
- 2002:  EK in Oupeye
- 2005:  WK
- 2006:  EK in La Villaine

### Zoetwaterhengelen per ploeg
- 1995:  EK
- 1996:  EK
- 1999:  EK
- 2000:  EK
- 2002:  EK
- 2005:  WK
- 2006:  EK
- 2009:  EK
- 2011:  EK
- 2013:  EK

### Zoetwaterhengelen Belgisch kampioenschap individueel
- 1997:  BK
- 1998:  BK
- 2004:  BK
- 2007:  BK
- 2022:  BK veteranen

### Zoetwaterhengelen Belgisch kampioenschap interclub
- 1998:  BK
- 1999:  BK